# Teodross Avery
Teodross Avery (* 2. Juli 1973 in Fairfield (Kalifornien)) ist ein US-amerikanischer Jazzmusiker (Tenor- und Sopransaxophon).

## Leben und Wirken
Avery erhielt zunächst Unterricht auf der klassischen Gitarre und wechselte mit 13 Jahren zum Altsaxophon. Mit 15 Jahren jammte er mit Art Blakey und dann auch mit Elvin Jones, Freddie Hubbard und Dexter Gordon; anschließend studierte er bei Joe Henderson und an der Berklee School of Music. Erste Beachtung fand er als Sideman von Carl Allen. Sein Album My Generation (1996) ist dem Jazz Rough Guide zufolge „erstaunlich ausgereift“ und reichert seinen Neobop zuweilen mit Rap- und Reggae-Elementen sowie nahöstlichen Klängen an. Er trat mit Roy Hargrove, Leela James, Roy Ayers und Ramsey Lewis auf und arbeitete auch für Dee Dee Bridgewater (Dear Ella, 1997) Amy Winehouse (Frank, 2003, auch als Komponist), Lauryn Hill, Shakira, Joss Stone, Mos Def, Pat Monahan, Aretha Franklin, Talib Kweli, Eddie Allen und Matchbox Twenty. Als Komponist und Musikproduzent arbeitete er auch für den Film. 2020 legte er das Album Harlem Stories: The Music of Thelonious Monk vor, das er mit D.D. Jackson, Corcoran Holt und Marvin „Bugulu“ Smith eingespielt hatte.

## Lexigraphische Einträge
- Ian Carr, Digby Fairweather, Brian Priestley: Rough Guide Jazz. Der ultimative Führer zur Jazzmusik. 1700 Künstler und Bands von den Anfängen bis heute. Metzler, Stuttgart/Weimar 1999, ISBN 3-476-01584-X.
- Leonard Feather, Ira Gitler: The Biographical Encyclopedia of Jazz. Oxford University Press, New York 1999, ISBN 0-19-532000-X.